# Katastrofa lotu Nepal Airlines 555
Katastrofa lotu Nepal Airlines 555 – krótki lot krajowy z lotniska Pokhara do lotniska Jomsom w Nepalu, trwający około 20 minut, obsługiwany przez Nepal Airlines. W dniu 16 maja 2013 roku samolot de Havilland Canada DHC-6 Twin Otter rozbił się podczas lądowania na lotnisku Jomsom. Siedmiu z dwudziestu jeden pasażerów na pokładzie zostało poważnie rannych. Nie było ofiar śmiertelnych, ale samolot został uszkodzony i uznano, że jest nie do naprawienia. 

## Samolot
Samolot, który brał udział w katastrofie to: de Havilland Canada DHC-6 Twin Otter o rejestracji 9N-ABO. Został zbudowany w 1979 roku i od tego czasu był obsługiwany przez Nepal Airlines. Po tym incydencie samolot został spisany na straty.

## Pasażerowie
W samolocie było dziesięciu Nepalczyków, oraz ośmiu japońskich turystów. Wszyscy doznali obrażeń, z czego cztery osoby były w stanie krytycznym.
| Kraj    | Pasażerowie | Załoga | Razem |
| ------- | ----------- | ------ | ----- |
| Nepal   | 10          | 3      | 13    |
| Japonia | 8           | -      | 8     |
| Razem   | 18          | 3      | 21    |

## Śledztwo
Przeprowadzone zostało dochodzenie w celu ustalenia przyczyny wypadku. Wstępne raporty wykazały, że wiatr mógł odegrać rolę w katastrofie.
Według świadka, gdy samolot lądował na pasie startowym, skręcił w ostro prawo i spadł w dół brzegu rzeki Gandaki. Przedni kadłub został zniszczony, ale tył samolotu pozostał nienaruszony. Lewe skrzydło znaleziono zanurzone w rzece. 
Nigdy nie ustalono przyczyny tego wypadku.